# Браянт Дженнінгс
Браянт Дженнінгс (англ. Bryant Jennings; 25 вересня 1984, Філадельфія, Пенсільванія, США) — американський професіональний боксер, що виступає у важкій ваговій категорії.

## Професіональна кар'єра
На професійному рингу Брайант дебютував 26 лютого 2010 року.
Провів 11 рейтингових поєдинків з маловідомими суперниками. 21 січня 2012 року переміг за очками непереможного співвітчизника Моріса Байрома (13-0-1) і завоював титул чемпіона штату Пенсильванія. Поєдинок з Байромом вийшов досить складним для Дженнінгса, оскільки Брайант дізнався про суперника і дату поєдинку менш ніж за тиждень до бою.
24 березня 2012 року Дженнінгс вийшов на ринг з колишнім чемпіоном світу за версією WBO білорусом Сергієм Ляховичем (25-4). Бій пройшов за переваги Дженнінгса, який точними ударами розбивав обличчя Ляховича, і в перерві між 9 і 10 раундом за порадою лікаря кут білоруса зняв свого боксера. Дженнінгс достроково технічним нокаутом переміг іменитого суперника.
16 травня 2012 завоював титул чемпіона США за версією USBA, перемігши співвітчизника Стіва Коллінза (25-1-1). У вересні 2012 року Дженнінгс нокаутував у першому раунді Кріса Коваля (25-9).
8 грудня 2012, Дженнінгс вийшов на ринг з досвідченим боксером з Тонга, Бауї Тупо (22-2). Бій вийшов одним з найважчих на той момент в кар'єрі американця. У третьому раунді Дженнінгс побував на настилі рингу, але падіння було викликано не ударом, а тим що Дженнінгс послизнувся і удар припав побіжно по тім'ячку. Рефері не зафіксував нокдаун. Весь залишок часу третього раунду Тупо дуже агресивно наступав. У четвертому раунді Дженнінгс знову перехопив ініціативу, а в п'ятому раунді довгою серією нокаутував Тупо.
Здобувши у 2012 році 5 перемог 27 грудня 2012 року Дженнінгс був удостоєний премії «Проспект року» за версією журналу «Sports Illustrated».
14 червня 2013 року Брайант зустрівся з міцним російським боксером Андрієм Федосовим. Федосов витримував атаки Дженнінгса, але Брайант почав більш акцентовано атакувати росіянина. Через гематоми над оком Федосова поєдинок довелося припинити після 6 раунду. Дженнінгсу була присуджена перемога технічним нокаутом, хоч Федосов був на ногах і не був враженим в бою.
25 січня 2014 року в бою зустрілися два непереможних проспекта — американець Дженнінгс (17-0, 9КО) і поляк Артур Шпилька (18-0, 12КО). Перевага в класі була відчутною, і Дженнінгс з легкістю переграв поляка, нокаутувавши його менш ніж за хвилину до кінця десятираундового поєдинку. Шпілька побував у нокдаунах у 6 і 10 раундах.
26 липня 2014 року Дженнінгс завоював статус офіційного претендента на титул чемпіона світу за версією WBC, здобувши перемогу розділеним рішенням над кубинцем Майком Пересом. Але команда чемпіона світу за версіями WBA Super, WBO і IBF Володимира Кличко запропонувала йому контракт на бій, і Браянт погодився, втративши статус претендента.
25 квітня 2015 року на арені Медісон-сквер-гарден, Нью-Йорк відбувся бій Браянт Дженнінгс - Володимир Кличко. Бій видався напруженим і тривав усі 12 раундів. Кличко діяв переважно джебом, йому не вдалося ні разу надіслати Дженнінгса у нокдаун, а у 10 раунді з чемпіона було знято очко за утримання. Але Кличко отримав перемогу одностайним рішенням суддів, завдавши Дженнінгсу першої поразки.
19 грудня 2015 року Дженнінгс вийшов на бій за звання тимчасового чемпіона WBA проти кубинця Луїса Ортіса. Події на ринзі нагадували гойдалку, перевага переходила від одного боксера до іншого, але у 7 раунді Дженнінгс пішов уперед і пропустив потужний лівий аперкот від Ортіса, опинившись у важкому нокдауні. Браянт зумів підвестися, але кількох секунд і пропущених американцем ударів вистачило рефері для зупинки бою. Ортіс переміг технічним нокаутом, а Дженнінгс зазнав другої підряд поразки і першої дострокової.
18 серпня 2018 року в бою за вакантний титул чемпіона NABO Дженнінгс зустрівся з інтернаціональним чемпіоном IBF  німецьким боксером українського походження Олександром Димитренко. У 4 раунді Димитренко вдалося надіслати Дженнінгса у нокдаун, але надалі він виглядав помітно втомленим, і Дженнінгс став переважати у кількості і точності ударів. У 8 раунді після лівого бокового американця німець взяв коліно. Після продовження бою Димитренко, пропустивши пару ударів, знов опустився на канвас. В 9 раунді, пропускаючи велику кількість ударів, Димитренко  отримав аперкот і опинився в нокдауні, змусивши рефері зупинити бій не починаючи відлік.
18 січня 2019 року Дженнінгс втратив титули, програвши технічним нокаутом у 12 раунді непереможному колумбійцю Оскару Рівасу (25-0, 17КО). Браянт намагався увесь матч триматися на дистанції від небезпечного колумбійця, але у 12 раунді після затяжної атаки Ріваса опинився в нокдауні, а після продовження бою і нової серії ударів Ріваса рефері зупинив бій.